# Barbaceniopsis boliviensis
Barbaceniopsis boliviensis là một loài thực vật có hoa trong họ Velloziaceae. Loài này được (Baker) L.B.Sm. miêu tả khoa học đầu tiên năm 1962.